# Угодка
Угодка — река в России, протекает по Жуковскому району Калужской области, в нижнем течении — через районный центр — город Жуков. Устье реки находится в 66 км от устья реки Протвы по левому берегу. Длина реки составляет 19 км, площадь водосборного бассейна — 126 км².

## Данные водного реестра
По данным государственного водного реестра России относится к Окскому бассейновому округу, водохозяйственный участок реки — Протва от истока и до устья, речной подбассейн реки — Бассейны притоков Оки до впадения Мокши. Речной бассейн реки — Ока.
Код объекта в государственном водном реестре — 09010100612110000022288.